# Bernard Teissier
Bernard Teissier (1945) é um matemático francês.
Doutorado na Universidade Paris VII em 1973, orientado por Heisuke Hironaka. Foi membro do grupo Bourbaki. Suas áreas de pesquisa incluem álgebra comutativa e geometria algébrica.